# Klaus Zeyringer
Klaus Zeyringer (* 1953 in Graz) ist ein österreichischer Germanist, war Professor für Germanistik an der Université Catholique de l’Ouest in Angers und war Literaturkritiker für Zeitschriften.

## Leben
Zeyringer studierte Germanistik, Romanistik und Philosophie an der Universität Graz, seine Dissertation hatte das Thema Sprach- und Situationskomik bei Karl Valentin, die Arbeit wurde 1980 approbiert. Er habilitierte sich 1993 über Österreichische Literatur der achtziger Jahre.
Zeyringer war österreichischer Kurator für das EU-Projekt Literatur im Internet „Liffey“, Betreiber des Internet-Salons über das Fremde und die Peripherie house-salon.net von 2000 bis 2002. Zwischen 2008 und 2014 war er Vorstandsmitglied der Dokumentationsstelle für Neuere Österreichische Literatur in Wien.
Als Jurymitglied tätig ist er bei der ORF-Bestenliste; er war in der Jury zum Österreichischen Staatsstipendium für Literatur 2003 und 2007; beim Rauriser Literaturpreis 2011 und „Innsbruck liest“, ebenfalls 2011, von 2014 bis 2018 war er in der Jury des Veza-Canetti-Preises der Stadt Wien, von 2020 bis 2024 war er Juror des H.C.Artmann-Preises. Er war von 2009 bis 2014 Literaturbeirat des österreichischen Bundesministeriums für Unterricht, Kunst und Kultur.
Er konzeptionierte und moderiert die Reihe „Transflair“ im Unabhängigen Literaturhaus Niederösterreich seit 2004 und führte weitere Literaturmoderationen sowie Autorengespräche in Österreich, Deutschland, Frankreich und der Schweiz.
Verantwortlich war er ebenso für die Konzeption und Organisation internationaler Tagungen, literaturwissenschaftlich zur österreichischen Literatur, kulturwissenschaftlich zum Paradigma Zentraleuropa.
Als Literaturkritiker war er tätig für Der Standard, Volltext, beide in Wien, sowie Literatur und Kritik in Salzburg.
Zeyringer lebt in Pöllau (Steiermark) und München.

## Werke (Auswahl)
- Die Komik des Karl Valentin, 1984
- Innerlichkeit und Öffentlichkeit. Österreichische Literatur der achtziger Jahre, 1992
- Literaturgeschichte: Österreich. Prolegomena und Fallstudien, 1995 (mit Wendelin Schmidt-Dengler, Johann Sonnleitner)
- Continuités et ruptures dans la littérature autrichienne, 1996 (mit D. Hornig, G. Jankovic)
- Die Welten des Paul Frischauer, 1997 (mit U. Prutsch)
- Österreichische Literatur seit 1945; 1999 - 3., überarb., ergänzte Aufl. 2008
- Inszenierungen des kollektiven Gedächtnisses, 2002 (mit Moritz Csáky)
- Leopold von Andrian, 2003 (mit Ursula Prutsch)
- Blicke von außen. Österreichische Literatur im internationalen Kontext, 2003 (mit Franz Haas, Hermann Schlösser)
- Ehrenrunden im Salon. Literatur – Kultur – Betrieb, 2007
- Eine Literaturgeschichte: Österreich seit 1650, 2012 (mit H. Gollner)
- Fußball. Eine Kulturgeschichte, 2014 – aktualisiert und erweitert: Fischer Taschenbuch, Frankfurt am Main 2016, ISBN 978-3-596-03587-8.
- Olympische Spiele. Eine Kulturgeschichte von 1896 bis heute. Band 1: Sommer. S. Fischer, Frankfurt am Main 2016, ISBN 978-3-10-002248-6.
- Olympische Spiele. Eine Kulturgeschichte von 1896 bis heute. Band 2: Winter. S. Fischer, Frankfurt am Main 2018, ISBN 978-3-10-002249-3.
- Das wunde Leder. Wie Kommerz und Korruption den Fußball kaputt machen. Suhrkamp, Berlin 2018 (mit Stefan Gmünder). ISBN 978-3-518-07359-9.
- Schwarzbuch Sport. Show, Business und Skandale in der neoliberalen Gesellschaft. Springer, Heidelberg 2021. ISBN 978-3-658-32099-7.
- Die Würze der Kürze. Eine kleine Geschichte der Presse anhand der Vermischten Meldungen. S. Fischer, Frankfurt am Main 2022. ISBN 978-3-10-397120-0.
- Fans. Von den Höhen und Tiefen sportlicher Leidenschaft. S. Fischer, Frankfurt am Main 2024 (mit Ilija Trojanow). ISBN 978-3-10-397061-6.
- Breaking News. Zeitgeschehen in der Presse von 1648-2001. S. Fischer, Frankfurt am Main 2025 (mit Ursula Prutsch). ISBN 978-3-10-397628-1.